# Lista de temporadas do New York Giants

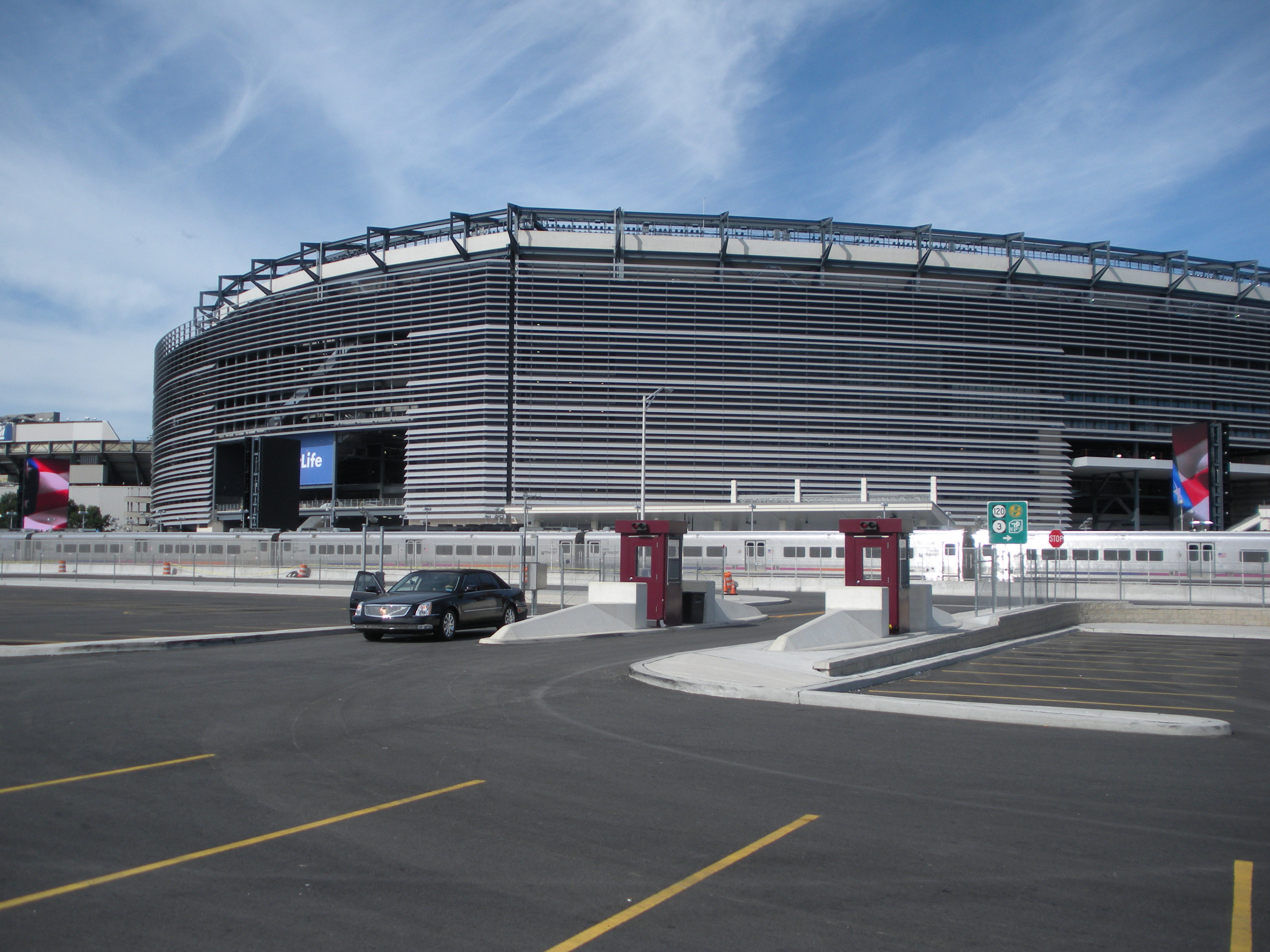
MetLife Stadium, Estádio atual do New York Giants.

O New York Giants é um time de futebol americano baseado em East Rutherford, New Jersey. Ele é membro da National Football League (NFL) e joga na NFL National Football Conference (NFC) East divisão. Em 92 temporadas completas, a franquia possui oito títulos da NFL, incluindo quatro vitórias no Super Bowl. Os Giants ganharam mais de 600 jogos e apareceram nos playoffs da NFL 32 vezes. Embora os Giants mandam seus jogos em casa em East Rutherford, eles atraem fãs de toda a área metropolitana de Nova York. Em 2010, a equipe começou a jogar no MetLife Stadium, anteriormente New Meadowlands Stadium. 
Depois que Tim Mara pagou $500 pela franquia, os Giants juntaram-se à NFL na temporada de 1925 e ganharam seu primeiro título dois anos mais tarde. Em 1934, a equipe ganhou seu segundo título, derrotando os ursos de Chicago na final da NFL. Os Giants ganharam outro título quatro anos mais tarde, e fizeram quatro aparições em finais da NFL de 1939 a 1946, perdendo cada vez. New York ganhou seu quarto título da NFL em 1956, com uma vitória 47-7 sobre o Chicago Bears no jogo do campeonato. De 1958 a 1963, os Giants alcançaram a final da NFL cinco vezes, mas foram derrotados em cada ocasião. Após a temporada de 1963, a franquia não voltou aos playoffs até 1981, terminando apenas .500.
30 anos após o título anterior da equipe, os Gigantes foram vitoriosos no Super Bowl XXI, vencendo contra o Denver Broncos por  39-20 para encerrar a temporada de 1986. Os Giants ganharam seu segundo Super Bowl quatro anos depois, derrotando o Buffalo Bills por 20-19 no Super Bowl XXV. Na temporada de 2000, Nova York voltou para o Super Bowl, mas perdeu para o Baltimore Ravens por 34-7. Na temporada de 2007 os Giants ganharam seu sétimo título da NFL no Super Bowl XLII, onde derrotaram o previamente invicto New England Patriots por 17-14 em um jogo que é amplamente considerado como um dos maiores surtos na história do Super Bowl. O Giants fez quatro aparições consecutivas nos playoffs de 2005 a 2008, tendo um recorde de 8-8 em 2009,após perder na pós-temporada. Depois de perder os playoffs em 2010, derrotou o  Atlanta Falcons, Green Bay Packers e San Francisco 49ers nos playoffs de 2011 para chegar ao Super Bowl XLVI, onde derrotou o New England Patriots por  21-17. Na última temporada, em 2016, os Gigants ficaram 11-5 e tiveram uma vaga nos playoffs depois de cinco anos, perdendo para o Green Bay Packers na rodada de wild card.

## Tabela de Abreviações

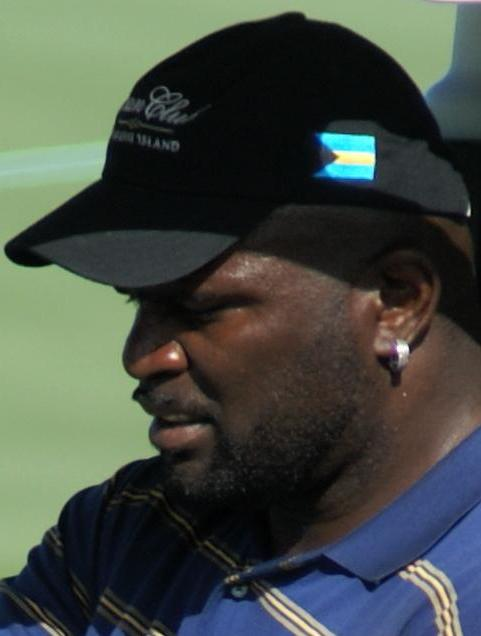
O Linebacker Lawrence Taylor ajudou os Giants a vencer dois SuperBowls e foi o NFL Most Valuable Player de 1986.

| Abreviação     | Significado                                                 | Tradução                                                        |
| BBA            | Bert Bell Award                                             | Prêmio Bert Bell                                                |
| NFC POY        | United Press International NFC Player of the Year           | Prêmio de jogador do ano da NFC                                 |
| NFL COY        | National Football League Coach of the Year Award            | Prêmio de técnico do ano da NFL                                 |
| NFL CPOY       | National Football League Comeback Player of the Year Award  | Prêmio de jogador com mais perseverança/superação do ano da NFL |
| NFL DPOY       | National Football League Defensive Player of the Year Award | Prêmio de jogador defensivo do ano da NFL                       |
| NFL DROY       | National Football League Defensive Rookie of the Year Award | Prêmio de calouro defensivo do ano da NFL                       |
| NFL MVP        | National Football League Most Valuable Player Award         | Prêmio de Most Valuable Player do ano da NFL                    |
| NFL OROY       | National Football League Offensive Rookie of the Year Award | Prêmio de calouro ofensivo do ano da NFL                        |
| OT             | Game was decided in overtime                                | Partida decidida no Overtime                                    |
| Pro Bowl MVP   | Pro Bowl Most Valuable Player Award                         | Prêmio de Most Valuable Player do Pro Bowl                      |
| Super Bowl MVP | Super Bowl Most Valuable Player Award                       | Prêmio de Most Valuable Player do Super Bowl                    |
| UPI NFC ROY    | UPI NFL-NFC Rookie of the Year                              | Prêmio de calouro do ano da NFL                                 |

## Temporadas
| Título da NFL (1920–1969) † | Titulo de Super Bowl (1966–presente) ‡ | Título de Conferência * | Título de Divisão + | Vaga no wildcard # | Jogo desempate^ |

| Temporada | Liga  | Conferência | Divisão   | Resultado | Vitórias                                                                                    | Derrotas | Empates | Resultados na pós-temporada results | Premiações                                                                                     |                                                               |
| --------- | ----- | ----------- | --------- | --------- | ------------------------------------------------------------------------------------------- | -------- | ------- | --- | ---------------------------------------------------------------------------------------------- | ------------------------------------------------------------- |
| 1925      | NFL   | —           | —         | 4th       | 8                                                                                           | 4        | 0       | — | —                                                                                              |                                                               |
| 1926      | NFL   | —           | —         | 7th       | 8                                                                                           | 4        | 1       | — | —                                                                                              |                                                               |
| 1927      | NFL † | —           | —         | 1st       | 11                                                                                          | 1        | 1       | Nomeado NFL Champions (1)[A] | —                                                                                              |                                                               |
| 1928      | NFL   | —           | —         | 6th       | 4                                                                                           | 7        | 2       | — | —                                                                                              |                                                               |
| 1929      | NFL   | —           | —         | 2nd       | 13                                                                                          | 1        | 1       | — | —                                                                                              |                                                               |
| 1930      | NFL   | —           | —         | 2nd       | 13                                                                                          | 4        | 0       | — | —                                                                                              |                                                               |
| 1931      | NFL   | —           | —         | 5th       | 7                                                                                           | 6        | 1       | — | —                                                                                              |                                                               |
| 1932      | NFL   | —           | —         | 5th       | 4                                                                                           | 6        | 2       | — | —                                                                                              |                                                               |
| 1933      | NFL   | —           | East[B] + | 1st +     | 11                                                                                          | 3        | 0       | Perdeu NFL Championship (Bears) 23–21 | —                                                                                              |                                                               |
| 1934      | NFL † | —           | East +    | 1st +     | 8                                                                                           | 5        | 0       | Ganhou NFL Championship (2) (Bears) 30–13 | —                                                                                              |                                                               |
| 1935      | NFL   | —           | East +    | 1st +     | 9                                                                                           | 3        | 0       | Perdeu NFL Championship (Lions) 26–7 | —                                                                                              |                                                               |
| 1936      | NFL   | —           | East      | 3rd       | 5                                                                                           | 6        | 1       | — | —                                                                                              |                                                               |
| 1937      | NFL   | —           | East      | 2nd       | 6                                                                                           | 3        | 2       | — | —                                                                                              |                                                               |
| 1938      | NFL † | —           | East +    | 1st +     | 8                                                                                           | 2        | 1       | Ganhou NFL Championship (3) (Packers) 23–17 | Mel Hein (NFL MVP)                                                                             |                                                               |
| 1939      | NFL   | —           | East +    | 1st +     | 9                                                                                           | 1        | 1       | Perdeu NFL Championship (Packers) 27–0 | —                                                                                              |                                                               |
| 1940      | NFL   | —           | East      | 3rd       | 6                                                                                           | 4        | 1       | — | —                                                                                              |                                                               |
| 1941      | NFL   | —           | East +    | 1st +     | 8                                                                                           | 3        | 0       | Perdeu NFL Championship (Bears) 37–9 | —                                                                                              |                                                               |
| 1942      | NFL   | —           | East      | 3rd       | 5                                                                                           | 5        | 1       | — | —                                                                                              |                                                               |
| 1943      | NFL   | —           | East      | 2nd ^     | 6                                                                                           | 3        | 1       | Perdeu Rodada Divisional (Redskins) 28–0 | —                                                                                              |                                                               |
| 1944      | NFL   | —           | East +    | 1st +     | 8                                                                                           | 1        | 1       | Perdeu NFL Championship (Packers) 14–7 | —                                                                                              |                                                               |
| 1945      | NFL   | —           | East      | T-3rd     | 3                                                                                           | 6        | 1       | — | —                                                                                              |                                                               |
| 1946      | NFL   | —           | East +    | 1st +     | 7                                                                                           | 3        | 1       | Perdeu NFL Championship (Bears) 24–14 | —                                                                                              |                                                               |
| 1947      | NFL   | —           | East      | 5th       | 2                                                                                           | 8        | 2       | — | —                                                                                              |                                                               |
| 1948      | NFL   | —           | East      | T-3rd     | 4                                                                                           | 8        | 0       | — | —                                                                                              |                                                               |
| 1949      | NFL   | —           | East      | 3rd       | 6                                                                                           | 6        | 0       | — | —                                                                                              |                                                               |
| 1950      | NFL   | American[C] | —         | 2nd ^     | 10                                                                                          | 2        | 0       | Perdeu Final de Conferência (Browns) 8–3 | —                                                                                              |                                                               |
| 1951      | NFL   | American    | —         | 2nd       | 9                                                                                           | 2        | 1       | — | —                                                                                              |                                                               |
| 1952      | NFL   | American    | —         | T-2nd     | 7                                                                                           | 5        | 0       | — | —                                                                                              |                                                               |
| 1953      | NFL   | Eastern     | —         | 5th       | 3                                                                                           | 9        | 0       | — | —                                                                                              |                                                               |
| 1954      | NFL   | Eastern     | —         | 3rd       | 7                                                                                           | 5        | 0       | — | —                                                                                              |                                                               |
| 1955      | NFL   | Eastern     | —         | 3rd       | 6                                                                                           | 5        | 1       | — | —                                                                                              |                                                               |
| 1956      | NFL † | Eastern *   | —         | 1st *     | 8                                                                                           | 3        | 1       | Ganhou NFL Championship (4) (Bears) 47–7 | Frank Gifford (NFL MVP)                                                                        |                                                               |
| 1957      | NFL   | Eastern     | —         | 2nd       | 7                                                                                           | 5        | 0       | — | —                                                                                              |                                                               |
| 1958      | NFL   | Eastern *   | —         | 1st *     | 9                                                                                           | 3        | 0       | Ganhou Rodada Divisional (Browns) 10–0 Perdeu NFL Championship (Colts) 23–17 (OT)[D] *                                                                       | Frank Gifford (Pro Bowl MVP)                                                                   |                                                               |
| 1959      | NFL   | Eastern *   | —         | 1st *     | 10                                                                                          | 2        | 0       | Perdeu NFL Championship (Colts) 31–16 * | —                                                                                              |                                                               |
| 1960      | NFL   | Eastern     | —         | 3rd       | 6                                                                                           | 4        | 2       | — | Sam Huff (Pro Bowl MVP)                                                                        |                                                               |
| 1961      | NFL   | Eastern *   | —         | 1st *     | 10                                                                                          | 3        | 1       | Perdeu NFL Championship (Packers) 37–0 * | Allie Sherman (NFL COY)                                                                        |                                                               |
| 1962      | NFL   | Eastern *   | —         | 1st *     | 12                                                                                          | 2        | 0       | Perdeu NFL Championship (Packers) 16–7 * | Y. A. Tittle (NFL MVP) Allie Sherman (NFL COY) Andy Robustelli (BBA)                           |                                                               |
| 1963      | NFL   | Eastern *   | —         | 1st *     | 11                                                                                          | 3        | 0       | Perdeu NFL Championship (Bears) 14–10 * | Y. A. Tittle (NFL MVP)                                                                         |                                                               |
| 1964      | NFL   | Eastern     | —         | 7th       | 2                                                                                           | 10       | 2       | — | —                                                                                              |                                                               |
| 1965      | NFL   | Eastern     | —         | T-2nd     | 7                                                                                           | 7        | 0       | — | —                                                                                              |                                                               |
| 1966      | NFL   | Eastern     | —         | 8th       | 1                                                                                           | 12       | 1       | — | —                                                                                              |                                                               |
| 1967      | NFL   | Eastern     | Century   | 2nd       | 7                                                                                           | 7        | 0       | — | —                                                                                              |                                                               |
| 1968      | NFL   | Eastern     | Capitol   | 2nd       | 7                                                                                           | 7        | 0       | — | —                                                                                              |                                                               |
| 1969      | NFL   | Eastern     | Century   | 2nd       | 6                                                                                           | 8        | 0       | — | —                                                                                              |                                                               |
| 1970      | NFL   | NFC         | East      | 2nd       | 9                                                                                           | 5        | 0       | — | Alex Webster (NFL COY)                                                                         |                                                               |
| 1971      | NFL   | NFC         | East      | 5th       | 4                                                                                           | 10       | 0       | — | —                                                                                              |                                                               |
| 1972      | NFL   | NFC         | East      | 3rd       | 8                                                                                           | 6        | 0       | — | —                                                                                              |                                                               |
| 1973      | NFL   | NFC         | East      | 5th       | 2                                                                                           | 11       | 1       | — | —                                                                                              |                                                               |
| 1974      | NFL   | NFC         | East      | 5th       | 2                                                                                           | 12       | 0       | — | John Hicks (UPI NFC ROY)                                                                       |                                                               |
| 1975      | NFL   | NFC         | East      | 4th       | 5                                                                                           | 9        | 0       | — | —                                                                                              |                                                               |
| 1976      | NFL   | NFC         | East      | 5th       | 3                                                                                           | 11       | 0       | — | —                                                                                              |                                                               |
| 1977      | NFL   | NFC         | East      | 5th       | 5                                                                                           | 9        | 0       | — | —                                                                                              |                                                               |
| 1978[E]   | NFL   | NFC         | East      | 5th       | 6                                                                                           | 10       | 0       | — | —                                                                                              |                                                               |
| 1979      | NFL   | NFC         | East      | 4th       | 6                                                                                           | 10       | 0       | — | —                                                                                              |                                                               |
| 1980      | NFL   | NFC         | East      | 5th       | 4                                                                                           | 12       | 0       | — | —                                                                                              |                                                               |
| 1981      | NFL   | NFC         | East      | 3rd #     | 9                                                                                           | 7        | 0       | Ganhou Wild Card (Eagles) 27–21 Perdeu Rodada Divisional (49ers) 38–24                                                                                       | Lawrence Taylor (NFL DPOY/NFL DROY)                                                            |                                                               |
| 1982[F]   | NFL   | NFC         | —         | 10th      | 4                                                                                           | 5        | 0       | — | Lawrence Taylor (NFL DPOY)                                                                     |                                                               |
| 1983      | NFL   | NFC         | East      | 5th       | 3                                                                                           | 12       | 1       | — | Lawrence Taylor (NFC POY)                                                                      |                                                               |
| 1984      | NFL   | NFC         | East      | 2nd #     | 9                                                                                           | 7        | 0       | Ganhou Wild Card (Rams) 16–13 Perdeu Rodada Divisional (49ers) 21–10                                                                                         | —                                                                                              |                                                               |
| 1985      | NFL   | NFC         | East      | 2nd[G] #  | 10                                                                                          | 6        | 0       | Ganhou Wild Card (49ers) 17–3 Perdeu Divisional (Bears) 21–0                                                                                                 | Phil Simms (Pro Bowl MVP)                                                                      |                                                               |
| 1986      | NFL ‡ | NFC *       | East +    | 1st +     | 14                                                                                          | 2        | 0       | Ganhou Divisional (49ers) 49–3 Ganhou Conferência (Redskins) 17–0 Ganhou Super Bowl XXI (5) (Broncos) 39–20 ‡                                                | Lawrence Taylor (NFL MVP/NFC POY/NFL DPOY/BBA) Bill Parcells (NFL COY) Phil Simms (SB XXI MVP) |                                                               |
| 1987[H]   | NFL   | NFC         | East      | 5th       | 6                                                                                           | 9        | 0       | — | —                                                                                              |                                                               |
| 1988      | NFL   | NFC         | East      | 2nd[I]    | 10                                                                                          | 6        | 0       | — | —                                                                                              |                                                               |
| 1989      | NFL   | NFC         | East +    | 1st +     | 12                                                                                          | 4        | 0       | Perdeu Divisional (Rams) 19–13 (OT) | Ottis Anderson (NFL CPOY)                                                                      |                                                               |
| 1990      | NFL ‡ | NFC *       | East +    | 1st +     | 13                                                                                          | 3        | 0       | Ganhou Divisional (Bears) 31–3 Ganhou Conferência (49ers) 15–13 Ganhou Super Bowl XXV (6) (Bills) 20–19 ‡                                                    | Ottis Anderson (SB XXV MVP)                                                                    |                                                               |
| 1991      | NFL   | NFC         | East      | 4th       | 8                                                                                           | 8        | 0       | — | —                                                                                              |                                                               |
| 1992      | NFL   | NFC         | East      | 4th       | 6                                                                                           | 10       | 0       | — | —                                                                                              |                                                               |
| 1993      | NFL   | NFC         | East      | 2nd #     | 11                                                                                          | 5        | 0       | Ganhou Wild Card (Vikings) 17–10 Perdeu Divisional (49ers) 44–3                                                                                              | Dan Reeves (NFL COY)                                                                           |                                                               |
| 1994      | NFL   | NFC         | East      | 2nd       | 9                                                                                           | 7        | 0       | — | —                                                                                              |                                                               |
| 1995      | NFL   | NFC         | East      | 4th       | 5                                                                                           | 11       | 0       | — | —                                                                                              |                                                               |
| 1996      | NFL   | NFC         | East      | 5th       | 6                                                                                           | 10       | 0       | — | —                                                                                              |                                                               |
| 1997      | NFL   | NFC         | East +    | 1st +     | 10                                                                                          | 5        | 1       | Perdeu Wild Card (Vikings) 23–22 | Jim Fassel (NFL COY)                                                                           |                                                               |
| 1998      | NFL   | NFC         | East      | 3rd       | 8                                                                                           | 8        | 0       | — | —                                                                                              |                                                               |
| 1999      | NFL   | NFC         | East      | 3rd       | 7                                                                                           | 9        | 0       | — | —                                                                                              |                                                               |
| 2000      | NFL   | NFC *       | East +    | 1st +     | 12                                                                                          | 4        | 0       | Ganhou Rodada Divisional (Eagles) 20–10 Ganhou Conferência (Vikings) 41–0 Perdeu Super Bowl XXXV (Ravens) 34–7 *                                             | —                                                                                              |                                                               |
| 2001      | NFL   | NFC         | East      | 3rd       | 7                                                                                           | 9        | 0       | — | Michael Strahan (NFL DPOY)                                                                     |                                                               |
| 2002      | NFL   | NFC         | East      | 2nd #     | 10                                                                                          | 6        | 0       | Perdeu Wild Card (49ers) 39–38 | —                                                                                              |                                                               |
| 2003      | NFL   | NFC         | East      | 4th       | 4                                                                                           | 12       | 0       | — | —                                                                                              |                                                               |
| 2004      | NFL   | NFC         | East      | 2nd       | 6                                                                                           | 10       | 0       | — | —                                                                                              |                                                               |
| 2005      | NFL   | NFC         | East +    | 1st +     | 11                                                                                          | 5        | 0       | Perdeu Wild Card (Panthers) 23–0 | —                                                                                              |                                                               |
| 2006      | NFL   | NFC         | East      | 3rd #     | 8                                                                                           | 8        | 0       | Perdeu Wild Card (Eagles) 23–20 | —                                                                                              |                                                               |
| 2007      | NFL ‡ | NFC *       | East      | 2nd #     | 10                                                                                          | 6        | 0       | Ganhou Wild Card (Buccaneers) 24–14 Ganhou Divisional (Cowboys) 21–17 Venceu Conferência (Packers) 23–20 (OT) Ganhou Super Bowl XLII (7) (Patriots) 17–14 ‡  | Eli Manning (SB XLII MVP)                                                                      |                                                               |
| 2008      | NFL   | NFC         | East +    | 1st +     | 12                                                                                          | 4        | 0       | Perdeu Divisional (Eagles) 23–11 | —                                                                                              |                                                               |
| 2009      | NFL   | NFC         | East      | 3rd       | 8                                                                                           | 8        | 0       | — | —                                                                                              |                                                               |
| 2010      | NFL   | NFC         | East      | 2nd       | 10                                                                                          | 6        | 0       | — | —                                                                                              |                                                               |
| 2011      | NFL ‡ | NFC *       | East +    | 1st +     | 9                                                                                           | 7        | 0       | Ganhou Wild Card (Falcons) 24–2 Ganhou Rodada Divisional (Packers) 37–20 Ganhou Conferência (49ers) 20–17 (OT) Ganhou Super Bowl XLVI (8) (Patriots) 21–17 ‡ | Eli Manning (SB XLVI MVP)                                                                      |                                                               |
| 2012      | NFL   | NFC         | East      | 2nd       | 9                                                                                           | 7        | 0       | — | —                                                                                              |                                                               |
| 2013      | NFL   | NFC         | East      | 3rd       | 7                                                                                           | 9        | 0       | — | —                                                                                              |                                                               |
| 2014      | NFL   | NFC         | East      | 3rd       | 6                                                                                           | 10       | 0       | — | Odell Beckham Jr. (NFL OROY)                                                                   |                                                               |
| 2015      | NFL   | NFC         | East      | 3rd       | 6                                                                                           | 10       | 0       | — | —                                                                                              |                                                               |
| 2016      | NFL   | NFC         | East      | 2nd #     | 11                                                                                          | 5        | 0       | Perdeu Wild Card (Packers) 38–13 | —                                                                                              |                                                               |
| 2016      | NFL   | NFC         | East      | 1st       | 13                                                                                          | 3        | 0       | Perdeu Rodada Divisional (Packers) 34–31 | —                                                                                              |                                                               |
| 2017      | NFC   | East        | 4th       | 3         | 13                                                                                          | 0        | —       | — | —                                                                                              |                                                               |
| 2018      | NFC   | East        | 4th       | 5         | 11                                                                                          | 0        | —       | — | Saquon Barkley (NFL OROY)                                                                      |                                                               |
| 2019      | NFC   | East        | 3rd       | 4         | 12                                                                                          | 0        | —       | — | —                                                                                              |                                                               |
| 2020      | NFC   | East        | 2nd       | 6         | 10                                                                                          | 0        | —       | — | —                                                                                              |                                                               |
| Total     | Total | Total       | Total     | Total     | 702                                                                                         | 618      | 33      | Recorde de temporada regular total (1960–2016) | Recorde de temporada regular total (1960–2016)                                                 | Recorde de temporada regular total (1960–2016)                |
| Total     | Total | Total       | Total     | Total     | 24                                                                                          | 25       | 0       | Recorde de pós-temporada total (1960–2015) | Recorde de pós-temporada total (1960–2015)                                                     | Recorde de pós-temporada total (1960–2015)                    |
| Total     | Total | Total       | Total     | Total     | 726                                                                                         | 643      | 33      | Recorde de temporada regular e pós-temporada total(1960–2016)                                                                                                | Recorde de temporada regular e pós-temporada total(1960–2016)                                  | Recorde de temporada regular e pós-temporada total(1960–2016) |
| Total     | Total | Total       | Total     | Total     | 4 Títulos da NFL, 4 Títulos de Super Bowl, 11 Títulos de conferência, 16 Títulos de divisão |          |         | |                                                                                                |                                                               |

As estatiticas acima são de 19 de Julho de 2021. (-) indica que aquela categoria não é aplicável.

## Referencias
Geral
- «New York Giants: History». CBS Sports. Consultado em 7 de Setembro de 2008
- «New York Giants Franchise Encyclopedia». Pro Football Reference. Consultado em 2 de Novembro de 2008
- «New York Giants Playoff History». Pro Football Reference. Consultado em 24 de Julho de 2011

Especificações
1. ↑  «New York Giants Team Encyclopedia | Pro-Football-Reference.com». Pro-Football-Reference.com (em inglês). Consultado em 20 de janeiro de 2017
2. ↑  Lapointe, Joe (30 de outubro de 2008). «New Meadowlands Stadium Has Bells and Whistles». The New York Times. ISSN 0362-4331
3. ↑  «Giants, Jets announce naming deal with MetLife». ESPN.com
4. ↑  Anderson, Dave (26 de novembro de 2000). «Sports of The Times; When Grange Put the Pros In New York». The New York Times. ISSN 0362-4331
5. ↑  «Super Bowl XLII: Giants win an instant classic, beating the 18-0 Pats». seattlepi.com
6. ↑  Miller, Ted. «Mel Hein». ESPN. Consultado em 7 de setembro de 2008
7. ↑  McEntegart, Pete (13 de fevereiro de 2008). «New York's Finest». Sports Illustrated. Consultado em 7 de setembro de 2008
8. 1 2  «Pro Football History: Greatest game ever played». Pro Football Hall of Fame. Consultado em 12 de setembro de 2008
9. 1 2 3  2009 ESPN Sports Almanac. New York City: Ballantine Books. 2008. p. 261. ISBN 978-0-345-51172-0
10. 1 2 3 4 5  «Vermeil voted Coach of the Year». CNN Sports Illustrated. 3 de fevereiro de 2000. Consultado em 10 de setembro de 2008
11. 1 2  «Y.A. Tittle». Pro Football Reference. Consultado em 7 de setembro de 2008
12. ↑  «Bert Bell Award (Player of the Year) winners». Pro Football Reference. Consultado em 21 de setembro de 2008
13. ↑  «Webster Named Top Coach» (fee required). The New York Times. 12 de janeiro de 1971. Consultado em 8 de setembro de 2008
14. ↑  «Giants' Hicks Is Rookie of Year; People in Sports» (fee required). The New York Times. 27 de dezembro de 1974. Consultado em 8 de setembro de 2008
15. 1 2 3  «Lawrence Taylor». Pro Football Reference. Consultado em 9 de setembro de 2008
16. 1 2  2008 ESPN Sports Almanac. New York City: ESPN Books. 2007. p. 280. ISBN 1-933060-38-7
17. ↑  Zimmerman, Paul (2 de fevereiro de 1987). «Killer Giants: Behind pinpoint passing by Phil Simms, the Giants routed Denver in Super Bowl XXI». Sports Illustrated. Consultado em 8 de setembro de 2008
18. ↑  Litsky, Frank (8 de janeiro de 1990). «Rams Win Toss and Game as Giants' Season Ends». The New York Times. Consultado em 13 de novembro de 2009
19. ↑  Habib, Hal (30 de janeiro de 2009). «Ottis Anderson toiled for St. Louis Cardinals before becoming a Super Bowl MVP». The Palm Beach Post. Consultado em 8 de julho de 2013. Arquivado do original em 1 de fevereiro de 2009
20. ↑  «Super Bowl XXV: New York 20, Buffalo 19». National Football League. 28 de janeiro de 1991. Consultado em 8 de julho de 2013
21. ↑  «Giants' Michael Strahan retiring». Canadian Broadcasting Corporation. 9 de junho de 2008. Consultado em 8 de setembro de 2008
22. ↑  Vacchiano, Ralph (21 de janeiro de 2008). «Giants beat Packers in overtime, will battle Patriots in Super Bowl XLII». New York Daily News. Consultado em 13 de novembro de 2009
23. ↑  Banks, Don (6 de fevereiro de 2012). «Giants' Manning takes leap toward Hall of Fame with XLVI win». CNN Sports Illustrated. Consultado em 6 de fevereiro de 2012
24. ↑  Smith, Michael David (31 de janeiro de 2015). «Odell Beckham Jr. named offensive rookie of the year». NBC Sports. Consultado em 9 de fevereiro de 2015
25. ↑  «Saquon Barkley named Offensive Rookie of the Year». NFL.com (em inglês). Consultado em 19 de julho de 2021
26. 1 2  «Pro Football History: The First Playoff Game». Pro Football Hall of Fame. Consultado em 21 de setembro de 2008
27. ↑  «History: 1941–1950». National Football League. Consultado em 21 de setembro de 2008
28. ↑  Mosse, David (1 de fevereiro de 2007). «What if the Colts-Giants game had not been such a classic?». ESPN. Consultado em 12 de setembro de 2008
29. ↑  Pasquarelli, Len (18 de maio de 2009). «Schedule expansion gaining momentum». ESPN. Consultado em 10 de agosto de 2009
30. ↑  Zimmerman, Paul (29 de novembro de 1982). «The Strike: The Winners. The Losers. And Who Did What To Whom». Sports Illustrated. Consultado em 21 de setembro de 2008
31. ↑  NFL 2000 Record & Fact Book. New York City: Workman Publishing Company. 2000. p. 291. ISBN 0-7611-1982-5
32. ↑  Bouchette, Ed (21 de maio de 2008). «NFL opts out of labor accord». Pittsburgh Post-Gazette. Consultado em 21 de setembro de 2008
33. ↑  NFL 2000 Record & Fact Book, p. 290.